# 前橋市立春日中学校
前橋市立春日中学校（まえばししりつ かすがちゅうがっこう）は、群馬県前橋市上佐鳥町にあった公立中学校。2021年に前橋市立広瀬中学校と統合して前橋市立明桜中学校が開校。それに伴い2021年3月31日に閉校した。

## 所在地
- 群馬県前橋市上佐鳥町207番地

## 教育目標
「高い学力と豊かな人間性を有し、心身ともに健康で、実践力のある生徒の育成」

## 沿革
- 1978年（昭和53年）4月 - 開校。近接する第五中学校や第七中学校の生徒数増加や上川淵地区内の朝倉町・広瀬町等の人口増加に伴い新設された。
- 2021年（令和3年）3月31日 - 閉校。

## 広瀬中学校との統合計画
2008年に策定された「前橋市立小中学校の適正規模・適正配置基本方針」により、生徒数の減少などを理由に数年以内に前橋市立広瀬中学校と統合され、校舎は現・春日中学校用地を使用する計画が示された。
その後、2011年に行われた春日中学校と広瀬中学校両校の校区全世帯を対象にした意向調査の結果、回答した世帯(回収率46.0%)のうち93.8%の世帯が学校の統廃合を検討する事に賛成の意思を示した。しかし、広瀬中学校の地区内が前橋赤十字病院の移転先として誘致を行っていることなどもあり、委員会の全体的な意見としてまとまるまでに至らなかった。そこで合同地区委員会は、子ども達のより良い学習環境のため現状では両校とも統合することが望ましいものの、しばらくは地域の変化等の様子を見定めるため必要があるということで、2012年7月11日に行われた、春日中学校、広瀬中学校の適正規模化を検討する第6回適正規模合同地区委員会をもって合同地区委員会は一旦解散として休会となった。2021年3月をもって閉校となり、4月からは、広瀬中学校と統合し、明桜中学校となった。

## 学区
- 広瀬町一丁目、広瀬町二丁目の一部、後閑町の一部（天神小学校校区全域）[5]
- 朝倉町二丁目～朝倉町四丁目、朝倉町（朝倉小学校校区の大部分）
- 上佐鳥町、橳島町、朝倉町（上川淵小学校校区の大部分）

## 周辺施設
- 前橋市立上川淵小学校
- 前橋工科大学
- 前橋大島駅